# Wasat (Stern)
Wasat (auch Wesat) ist der Eigenname des Sterns Delta Geminorum (kurz: δ Gem) im Sternbild Zwillinge.
Wasat hat eine scheinbare Helligkeit von +3,5 m, gehört der Spektralklasse F2 an und ist ca. 60 Lichtjahre entfernt. Der Name Wasat bedeutet „Mitte (des Himmels)“ (von arab. wasat as-sama).

## Konjunktionen

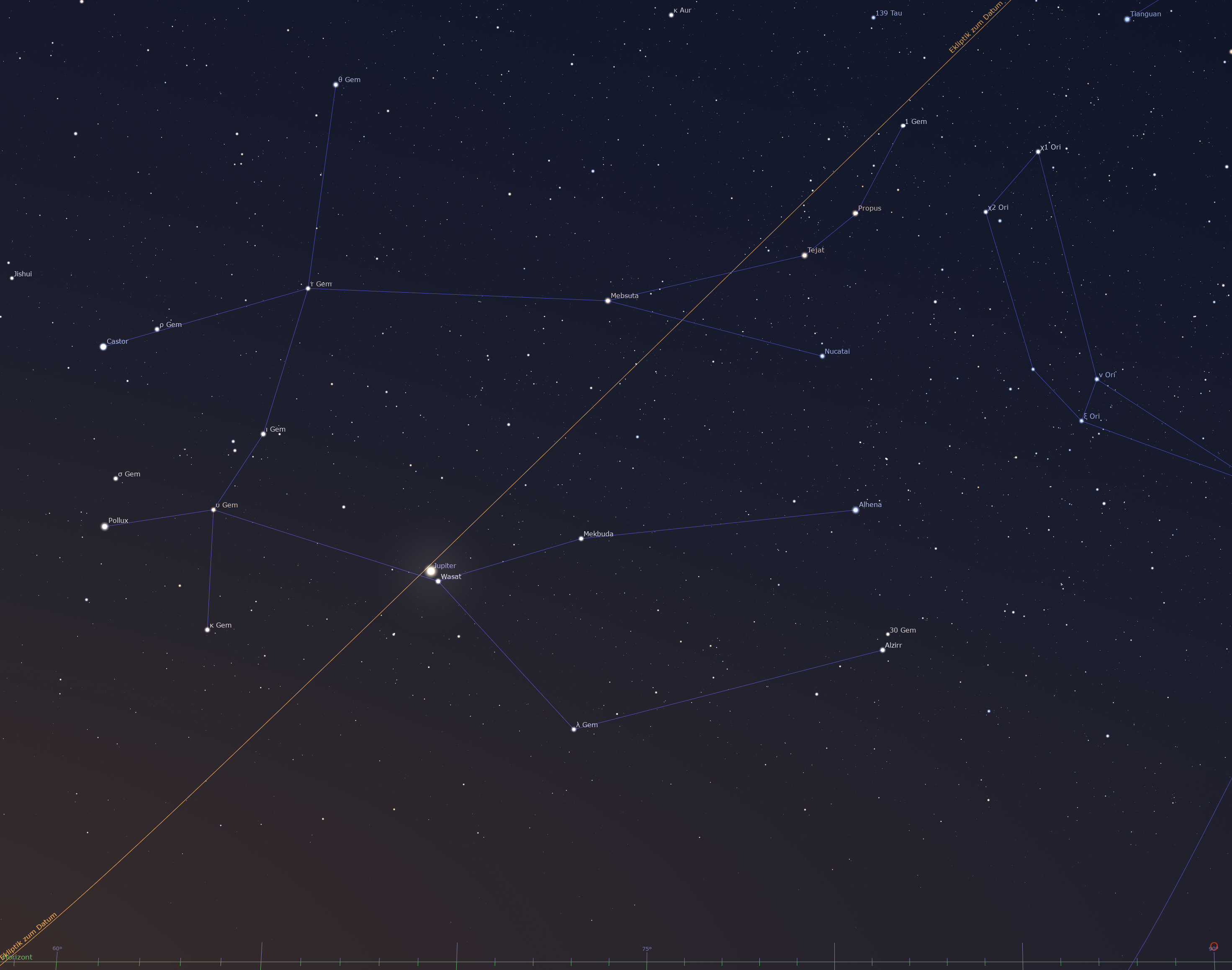
Die Konjunktion zwischen Jupiter und dem Stern Wasat am Morgen des 13. Julis 360 vor Christus mit einem Winkelabstand von rund 20 Bogenminuten.

Wasat kann als ekliptiknaher Stern von der Sonne, vom Mond und sehr selten von Planeten bedeckt werden.
Häufiger sind hingegen Konjunktionen, bei denen es nur zu einer Annäherung mit den Wandelgestirnen kommt. Die historische Beobachtung einer mit bloßem Auge scheinbar zu erkennenden Verschmelzung mit dem Planeten Jupiter wird von Aristoteles in seiner Schrift Meteorologica erwähnt, die in Griechenland in den Morgenstunden des 13. Juli 360 vor Christi Geburt am östlichen Horizont gesehen werden konnte.
g